# FIV
FIV (felint immundefektvirus)  er en lentivirus, der påvirker tamme huskatte over hele verden og er den virus, der forårsager katteaids. Ca. 11% af katte på verdensplan, og omkring 2,5% af alle katte i USA er inficeret med FIV. FIV adskiller sig taxonomisk fra to andre katte-retrovira, felin leukæmi-virus (FeLV) og katteskummende virus (FFV), og er mere tæt forbundet med human immundefektvirus (hiv). FIV har fem undertyper (der er identificeret), som baseret på nukleotidsekvens-forskelle, der koder for den virale envelop (ENV) eller polymerase (POL). FIV er den eneste ikke-primatære lentivirus, der forårsager en aids-lignende syndrom, men FIV giver ikke altid en dødsdom til katte; de kan leve forholdsvis sundt som bærere og sendere af sygdommen i mange år. Der findes en vaccine, selv om dens effekt er fortsat usikker, og katte vil blive testet positiv for FIV-antistoffer efter vaccination.
FIV blev først opdaget i 1986 i en koloni af katte, der havde en høj forekomst af opportunistiske infektioner og degenerative betingelser, og er siden blevet identificeret som en endemisk sygdom i huskatte, gældende for hele verden.

## Smitte
De primære former for FIV-smitte forekommer ved dybe bide-sår og skrammer, hvor kattens infecerede spyt bliver ført ind i en anden kats blodårer. FIV kan også overføres fra gravide hunkatte til deres fostre i livmoderen. Dette adskiller sig fra FeLV, der kan spredes via mere afslappet ikke-aggressiv kontakt, da virus er også til stede ved slimhindeinfektioner som dem i munden, endetarmen og skeden. Tilfældig kontakt kan derfor ikke udelukkes som en potentiel transmission.

## Kontrol
Når dyrlæger vil kontrollere en kats historie og stamtræ for at se om sygdommen blev overført arveligt, og eventuelt administrere en blodprøve for FIV-antistoffer. FIV rammer 2-3% af alle katte i USA og derfor er testning let tilgængelig. Det skal bemærkes, at denne test identificerer de katte som er påført FIV-antistof, og detekterer ikke selve virussen. Derfor finder en positiv test nødvendigvis ikke at katten er bærer af FIV.
Falske positiver opstår når katten bærer FIV-antistof (som er uskadeligt), men ikke selve virus. Den hyppigste forekomst af dette er når killingerne er testet efter indtagelse af antistoffer fra modermælken, og test af katte der tidligere er blevet vaccineret for FIV. Af denne grund er hverken killinger under 8 uger eller katte, der tidligere er blevet vaccineret, testes.
Killinger og unge katte der testes positive for FIV-antistof, kan med en test, hvor forekomst af et negativt resultat på et senere tidspunkt på grund af seroreversion, forudsat at de aldrig er blevet smittet med FIV og aldrig er blevet vaccineret med FIV-vaccinen.
Katte der er blevet vaccineret vil testes positiv for FIV-antistof for resten af deres liv på grund af serokonversionen, selv om de ikke er smittet. Derfor er tests af adopterede katte er noget usikre, da det er umuligt at vide hvorvidt de er blevet vaccineret i fortiden. Af disse grunde bør en positiv FIV-antistoftest i sig selv aldrig bruges som kriterier for aktiv dødshjælp.[kilde mangler]
Test kan gennemføres i en dyrlæges rum med resultater på få minutter, der giver mulighed for hurtig konsultation. Tidlig opdagelse hjælper med at bevare kattens sundhed og forhindrer spredning af smitte til andre katte. Med ordentlig pleje kan smittede katte lever langt og sundt liv.